# 4. мјешовити артиљеријски пук
4. мјешовити артиљеријски пук Сарајевско-романијског корпуса је био једна од јединица Сарајевско-романијског корпуса Војске Републике Српске.

## Историјат
Прије избијања оружаног сукоба на просторима БиХ, у саставу 4. Корпуса ЈНА налазио се 4. мјешовити артиљеријски пук (мап), састављен од једним дијелом стално задејствованих јединица и једним дијелом из резервног састава. Као и у другим јединицама 4. Корпуса ЈНА које су биле распоређене на територији под контролом власти муслиманско-хрватске коалиције објављена мобилизација јединица ЈНА била је неуспјешна. Штавише, запријетила је опасност од заузимања касарни ЈНА од стране развијених и спремних за борбу паравојних формација ове коалиције и преузимања цјелокупне инфраструктуре, опреме и наоружања. Да се тако нешто не би догодило Команда корпуса је одлучила да изврши дислокацију ове јединице на простор општине Пала. За Командно мјесто пука одређен је објекат "Симпо" у Палама. По одласку јединица ЈНА на простор СРЈ од дијела професионалних официра, подофицира и војника по уговору из састава 4. мап-а и већим дијелом од мобилисаних бораца са простора Сарајевско-романијске регије формиран је 4. мап СРК. Опрема и наоружање преузети су од 4. мап-а 4. Корпуса ЈНА. Званично формирање пука почело је одмах по добијању наредбе о формирању СРК. По наређењу Команде СРК пук је формирао двије корпусне артиљеријске групе (КАГ) за подршку јединица СРК. КАГ-1 посјела је ватрене положаје у рејону: Гњило брдо - Градиште - Црепољско, а КАГ-2 посјела је ватрене положаје у рејону Подграба. Дио артиљеријских средстава и опреме пук је уступио 1. српској илијашкој лакој пјешадијској бригади и Вогошћанској лакој пјешадијској бригади од чега су формиране њихове јединице за подршку. У ситуацији, када је СРК изводио нападне операције ван Сарајева, као што су биле: "Лукавац 93", "Панцир 93" и "Звијезда 94" пук је увијек формирао привремени састав снаге и величине да може успјешно извршити постављени задатак. Од почетка до краја свог постојања пук никада није достигао планирани ниво попуне, а посебан проблем представљао је недостатак обучених старјешина на нивоима вод, батерија и послужилаца за сложенија артиљеријска средства. Ове проблеме пук је рјешавао извођењем обуке у сопственој режији, што није у потпуности одговарало потребном нивоу обучености. Од свог оснивања па до престанка постојања команданти 4. мјешовитог артиљеријског пука СРК били су: потпуковник Драгојло Тошић и пуковник Радислав Цветковић. Губици 4. мап-а СРК у току Одбрамбено-отаџбинског рата били су девет погинулих бораца.